# FutureWave Software
FutureWave Software era una compañía de desarrollo de software  situada en San Diego, California, en Estados Unidos. La compañía fue fundada por Charlie Jackson, Jonathan Gay, y Michelle Welsh a principios de 1993. La directora de marketing era Michelle  Welsh que también provenía de Silicon Beach Software, más tarde Aldus.
El primer producto de la compañía fue el SmartSketch, un programa de dibujo para el PenPoint OS y el EO Personal Communicator. Al no triunfar el Pen Computing, SmartSketch fue convertido a las plataformas Windows y Macintosh. y finalmente vendido a Broderbund Software.
A medida que Internet se hizo más popular, FutureWave se dio cuenta del potencial de una herramienta de animación vectorial basado en web  que podría desafiar la tecnología Shockwave de Macromedia. En 1995, FutureWave modificó SmartSketch añadiendo características de animación fotograma a fotograma y fue relanzado como FutureSplash Animator para Macintosh y PC. Por aquel tiempo,la compañía añadió un segundo programador Robert Tatsumi, el artista Adam Grofcsik, y el especialista en relaciones públicas Ralph Mittman.
En diciembre de 1996, FutureWave fue adquirido por Macromedia, que cambió el nombre del editor de animación a  Macromedia Flash.